# Brunsbek
Brunsbek är en kommun i Kreis Stormarn i förbundslandet Schleswig-Holstein i Tyskland. 
Kommunen bildades 1 januari 1974 genom en sammanslagning av de tidigare kommunerna Kronshorst, Langelohe och Papendorf.
Kommunen ingår i kommunalförbundet Amt Siek tillsammans med ytterligare fyra kommuner.